# Časiv Jar
Časiv Jar (ukrajinsky Часів Яр, rusky Часов Яр – Časov Jar) je město v Doněcké oblasti na Ukrajině. K roku 2016 měl zhruba 13,5 tisíce obyvatel.

## Historie

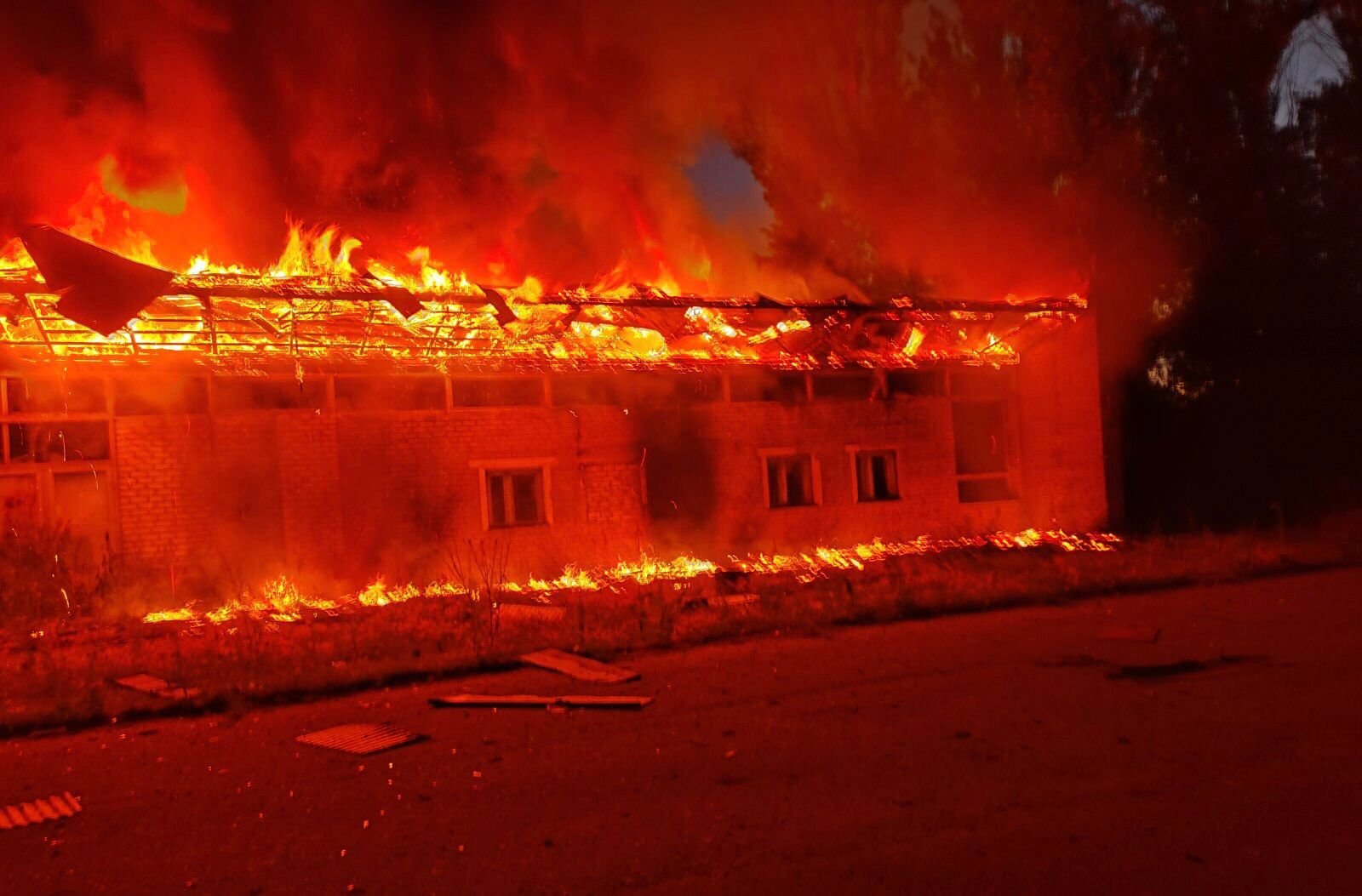
Nádraží hořící po raketovém útoku z 9. července 2022

Časiv Jar byl založen v roce 1876 v souvislosti s rozvojem těžby žáruvzdorných jílů. V roce 1917 zde byla nastolena sovětská moc. V roce 1938 obec získala městská práva. 
V průběhu druhé světové války bylo v říjnu 1941 evakuováno vybavení místních továren. Dne 21. října 1941 bylo město obsazeno německými vojsky. Během okupace se Němci neúspěšně pokoušeli o obnovu výroby žáruvzdorných materiálů v místních továrnách. Dne 5. září 1943 bylo město osvobozeno jednotkami Rudé armády. 
Po válce začala obnova města. V roce 1957 zde působil největší podnik v SSSR na vývoj žáruvzdorných jílů, továrna žáruvzdorných výrobků Sergo Ordžonikidze, čtyři střední školy, dvě sedmileté školy, dva kulturní paláce, 14 knihoven a dva sportovní stadiony. 
Ve městě vznikla továrna Gidroželezobeton, který byl nezbytný pro výstavbu vodního kanálu Severní Doněc - Donbas. V roce 1995 bylo rozhodnuto o privatizaci tohoto podniku. Později podnik zkrachoval, v roce 2018 byl demontován na kovový šrot. 

### Ruská agrese na Ukrajině
Ruský raketový útok z 9. července 2022 vedl k zapálení a k likvidaci železničního nádraží a několika obytných domů, ve kterých zahynulo 48 civilních obyvatel. Dne 23. července 2023 vyhořel v důsledku ruského ostřelování městský Palác kultury. 
Naprostá většina obyvatel město v důsledku ruských útoků evakuovala. Po pádu Soledaru a v době bojů o Bachmut tvořilo město významnou oporu ukrajinské obrany vůči ruské agresi. O město se vedou tvrdé boje. Počátkem dubna 2024 ruské zdroje ohlásily, že jejich síly pronikly do předměstí.
Podle velitele ukrajinských ozbrojených sil Oleksandra Syrského měla ruská armáda za úkol dobýt město Časiv Jar do 9. května, aby ruský režim mohl prezentovat úspěch během obvyklých pompézních oslav výročí porážky nacistického Německa v roce 1945. Podle analytiků Institutu pro výzkum války se Rusko snažilo využít nedostatek munice na ukrajinské straně, což mohlo vést k rychlejšímu postupu než během operací u Bachmutu a Avdijivky.
Město bylo ruskou armádou zcela dobyto na konci července 2025.

## Rodáci
- Josif Davydovič Kobzon (1937–2018), zpěvák